# Exemplum
Exemplum, egzemplum, kommemoracja (łac. commemoratio), przykład (łac. exemplum), wzór (łac. model) – w retoryce i dialektyce argument z wydarzenia lub wydarzeń rzeczywistych czy fikcyjnych, który jest elementem wypowiedzi. Podczas argumentacji exemplum jest przesłanką prowadzącą przez podobieństwo (łac. similitudo) lub porównanie (łac. comparatio) do orzekania o podmiocie wnioskowania.
Exemplum może być zaledwie antonomazją (czyli np. zastosowaniem imienia postaci historycznej lub literackiej do udowodnienia jakiejś cechy), krótkim porównaniem użytym w funkcji argumentu albo rozbudowaną narracją z tezą, w formie opowiadania prawdziwego, fikcyjnego lub prawdopodobnego.
Teoria exemplum, egzemplifikacja, jest uważana za jeden z najważniejszych działów retoryki. Podstawy egzemplifikacji sformułował w starożytności Arystoteles, jego twierdzenia rozwinęli Cyceron i Kwintylian.
Od późnej starożytności niektóre popularne, dłuższe exempla zaczęto oddzielać od całości wypowiedzi i przekształcać w odrębny, narracyjny gatunek literacki. W średniowieczu zbierano użyteczne dla przygotowania argumentacji, standardowe opowiadania w specjalne zbiory, zwane exempla. Zbiory te odegrały istotną rolę w kształtowaniu prozatorskiej sztuki narracyjnej, zwłaszcza nowelistyki.
We współczesnym piśmiennictwie exemplum bywa mylone z opowiadaniem, ponieważ niektórzy autorzy błędnie używają tych terminów zamiennie. Nie każde opowiadanie jest exemplum – staje się nim wówczas, gdy zostaje użyte w funkcji argumentu.

## Historia
Podstawy egzemplifikacji sformułował w IV wieku przed Chrystusem Arystoteles. W traktacie Topiki omówił argumentację z przykładów, natomiast w Retoryce przedstawił ich całościową systematykę oraz szczegółowo omówił zastosowanie. Według opinii Arystotelesa: argumentowanie za pomocą exemplum najbardziej nadaje się do wypowiedzi politycznej. (...) Wypowiedź polityczna dotyczy bowiem przyszłych wypadków. Toteż autor, chcąc podać ich przykłady, musi sięgać po zdarzenia minione.
W starożytności uważano exemplum za drugi pod względem siły perswazyjnej rodzaj argumentu, po entymemacie. Rola exemplum zaczęła rosnąć w retoryce chrześcijańskiej, począwszy od Tertuliana, Ambrożego, Hieronima i Augustyna. W XIII wieku exemplum zostało uznane za argument o najwyższej sile perswazji, do czego przyczyniło się przede wszystkim stanowisko kaznodziejów franciszkańskich i dominikańskich.

## Rodzaje exemplum
W retoryce i literaturze przyjmuje się najczęściej systematykę exemplum, którą w I wieku zaproponował Kwintylian w swoim Kształceniu mówcy. Na podstawie dzieł Arystotelesa i Cycerona, Kwintylian podzielił exempla na podobne, niepodobne i przeciwstawne.

### Exemplum podobne
Exemplum podobne (łac. exemplum simile) występuje w dwóch odmianach – jako exemplum w pełni podobne lub exemplum nierównie podobne.

#### Exemplum w pełni podobne
Exemplum w pełni podobne (łac. exemplum a praecedenti) polega na argumentowaniu z precedensu, czyli na podstawie równoległości dwóch przypadków. Skoro za identyczny czyn Jan został skazany na śmierć, taką samą karę należy zasądzić Markowi. Twój ojciec, królu, podzielił państwo pomiędzy synów, ty musisz postąpić podobnie. Minister spraw zagranicznych Rosji został przyjęty przez królową brytyjską, więc także polski minister powinien zostać zaproszony do pałacu.

#### Exemplum nierównie podobne
W exemplum nierównie podobnym (łac. exemplum impar) porównuje się dwa przypadki nierównolegle – casus maior („przypadek większy”) z casus minor („przypadkiem mniejszym”). Exempla tego typu dzielą się one na wyprowadzone z „większego” i zastosowane do „mniejszego” (łac. exemplum ex maiore ad minus ductum) oraz na wyprowadzone z „mniejszego” i zastosowane do „większego” (łac. exemplum ex minore ad maius ductum).
Jednym z najbardziej popularnych exemplum ex minore ad maius ductum w historii retoryki i literatury było opowiadanie o okręcie w czasie burzy, którego używano jako argumentu za potrzebą solidarności a przeciw egoizmowi w życiu społecznym, przyrównując okręt do ojczyzny. Exemplum to było znane Cyceronowi i wielu jego naśladowcom. W literaturze polskiej użył je w Kazaniu wtórym Piotr Skarga: gdy okręt tonie, a wiatry go przewracają, głupi tłumoczki swoje i skrzynki opatruje i na nich leży, a do obrony nie idzie, i mniema, że się sam miłuje, a on sam się pogubił. Bo gdy okręt obrony nie ma i on ze wszystkim, co zebrał, utonąć musi. A gdy skrzynkami i majętnością, którą ma w okręcie, pogardzi, a z innymi się do obrony okrętu nie uda, swego wszystkiego zapomniawszy, dopiero swe wszystko pozyskał i sam zdrowie zachował. Ten najmilszy okręt ojczyzny naszej wszystkich nas niesie, wszystko w nim mamy, co mamy. Gdy się z okrętem źle dzieje, gdy dziur jego nie zatykamy, gdy wody z niego nie wylewamy, gdy się o zatrzymanie jego nie staramy, gdy dla bezpieczności jego wszytkim, co w domu jest nie pogardzimy – zatonie i z nim my sami poginiemy.
Często używanym exemplum ex maiore ad minus ductum było argumentowanie o niezwykłości cech jakiegoś człowieka poprzez przyrównanie go do heroicznego bohatera. Stanisław Orzechowski w Żywocie i śmierci Jana Tarnowskiego dowodził wielkości zmarłego hetmana, porównując go do Herkulesa: sam ten został był w znamienitej ojczyźnie swej. Mógł być użyć swej woli. Ale się jemu toż trafiło, co i Herkulesowi za wieku dawnego, który w młodości rozmyślając sobie, w którą by się drogę udać na świecie miał, na puszczy widział dwie pannie: jedną Rozkosz, drugą Cnotę. Rozkosz mu zalecała dziewki, biesiady, pieszczoty, maszkary, psy, kotki; a druga, to jest Cnota, obiecowała mu srogość życia, nieprzyjaźni, niebezpieczeństwa, pracy i wojny. Tu więc Herkules, gdy zobaczył w tej Rozkoszy być upadek, udał się za Cnotą, za którą sławę i błogosławieństwo wieczne tudzież w tyle było.

### Exemplum niepodobne
Exemplum niepodobne, odmienne lub przewyższające (łac. exemplum dissimile) to argumentowanie z częściowego niepodobieństwa, które może zasadzać się na rozmaitych elementach znaczeniowych. Kwintylian twierdził, że cechuje się ono wielką różnorodnością, ponieważ zwraca uwagę na rodzaj, zwyczaj, czas, miejsce i tym podobne. W exemplum tego typu, argumentując z dwóch wydarzeń podobnych, kwestionuje się podobieństwo jakiegoś elementu, przewyższając ten element we wniosku. Kwintylian podał następujący przykład: Brutus zabił swoich synów za szpiegostwo przeciwko państwu, Maniliusz zaś pozbawił życia własnych za to, iż byli waleczni. Napięcie pomiędzy podobieństwem a niepodobieństwem powoduje, że exemplum dissimile ma bardzo dużą siłę perswazyjną.
Jerzy Ossoliński, dowodząc urody i cnót panny młodej w mowie weselnej, użył typowego argumentu z exemplum niepodobnego: niech dla swej Angeliki szaleje zapalczywy Orland, niech za Kloryndą bierzy Tanared, swoje porzuciwszy obozy, niech Rynald jednej gładkiej niewolnikiem zostawa. Szczęśliwyś Wasza Miłość rycerz, gdy bez wielkiej prace i ciekawości, z samej łaski królowej Jejmości tę bierzesz, która niefarbowaną gładkością, urodzenia zacnością, cnót wysokich bogatem zbiorem, tamte starych wieków ozdoby bez żadnego przechodzi paragonu.

### Exemplum przeciwstawne
Exemplum przeciwstawne (łac. exemplum contrarium) to dowodzenie z całkowitego braku podobieństwa. Cyceron, gdy oskarżał Werresa o zdzierstwa, których ten się dopuścił zarządzając Sycylią, zastosował w swej słynnej mowie między innymi taki argument: kiedyś Marcellinus oddał Syrakuzom ich skarby, choć byli nieprzyjaciółmi – Werres zaś ograbił teraz sojuszników. Exemplum przeciwstawne jest więc dowodzeniem przez kontrast, przeciwstawieniem dwóch całkowicie odmiennych wydarzeń lub cech.
W Kazaniu siódmym Piotr Skarga udowadniał tezę, że posłowie powinni uchylić złe a ustanowić sprawiedliwe i mądre prawa, używając argumentu z exemplum przeciwstawnego: Maurycjusz cesarz pisał i wydawał niektóre złe prawa swe, przeciw prawom Boskim i kościelnym. Upominał go o to i gromił ś. papież Grzegorz Wielki. A gdy się na jego przestrogę upamiętać i złych onych praw psować i odwołać nie chciał, sam go Pan Bóg obiecał karać i upomniał go, aby sobie karanie obierał abo na tym świecie, abo na onym. On wolał tu w tym żywocie cierpieć i oznajmił mu Pan Bóg, że Fokas żołnierz zabić go miał i dom jego wygubić. (...) Nie życzcie sobie i potomstwu swemu takich szkód dusznych i zwierzchnych, które ze złych praw pochodzą. Pohamujcie te bestyje nierozumne, aby niewinnych nie mordowały i nie uciskały. Nie skwapiajcie się też na pisanie i rozmnażanie konstytucyj.

## Odmiany exemplum
Arystoteles, a za nim Cyceron, wyróżnili trzy odmiany (gatunki) exemplum, które różnią się stosunkiem do prawdziwości i prawdopodobieństwa przedstawianych faktów – historię, fabułę oraz argument. Podział ten został zapożyczony z teorii narracji.

### Historia
Historia (łac. historia) to exemplum oparte na faktach, które się wydarzyły naprawdę a których prawdopodobieństwu, nawet w literackiej wersji relacji o nich, nie sposób zaprzeczyć. Historia jest prawdziwa, ponieważ opowiada o tym, co istotnie się zdarzyło. W egzemplifikacji nie chodzi jednak o fakty, które wydarzyły się obiektywnie, ale o takie, co do których panuje powszechne przekonanie, że są prawdziwe. Dlatego w starożytności zaliczano do historii np. exempla z życia bogów czy bohaterów mitologii grecko-rzymskiej, a w czasach późniejszych exempla biblijne – niezależnie od ich rzeczywistej, historycznej wiarygodności.

### Fabuła
Fabuła (łac. fabula) to exemplum przedstawiające fakty, które nie są ani prawdziwe, ani prawdopodobne. Fabuła jest w tym sensie nieprawdziwa i nieprawdopodobna, ponieważ to, co zostało opowiedziane, nigdy się nie wydarzyło. Autorzy często używali podczas exemplum cytatów lub streszczeń dzieł literackich (np. tragedii czy bajek typu ezopowego). Współcześnie tę odmianę stosuje się rzadziej, na przykład opierając exemplum na jakimś utworze powszechnie znanym w kulturze masowej. Wartość perswazyjna fabuły opiera się przede wszystkim na autorytecie autora lub dzieła, na które powołuje się autor.

### Argument
Argument (łac. argumentum) to exemplum opowiadające o faktach, które nigdy się nie wydarzyły, ale które były prawdopodobne. Jest więc argument, podobnie jak fabuła, exemplum fikcyjnym – chociaż nie fantastycznym, lecz realnym. Opowiada o czymś, co nigdy się nie wydarzyło, ale wydarzyć się mogło. Współcześnie nazywa się zwykle takie exemplum np. alternatywną wizją historii.

## Topika egzemplifikacyjna
Topos, czyli miejsce wspólne z exemplum, to argument opierający swoją moc dowodzenia na przekonaniach pewnej wspólnoty, dla której właściwy jest sposób myślenia, mówienia czy pisania uznający określone sądy i wartości za konieczne lub prawdziwe. Wniosek z takiego exemplum sam z siebie ma dużą siłę dowodową w obrębie wspólnoty, w której funkcjonuje. Opiera się bowiem na zgodzie powszechnej (łac. consensus omnium), to znaczy na więzach kulturowych łączących autora i odbiorców. Analizą i systematyką miejsc wspólnych z exemplów zajmuje się topika egzemplifikacyjna.
Exemplum z toposu wyróżnia się tym, że z opartych na więzach kulturowych przykładów się korzysta, ale się ich nie tworzy. Autor więc wpierw odnajduje standardowe exemplum, a następnie wydobywa z niego argument. Dlatego exemplum z toposu jest trwale synchroniczne i opiera się, jak to ujął Arystoteles, na wielowiekowej obecności sensu.
Potencjalnym miejscem wspólnym z exemplum jest każde powszechnie znane opowiadanie. Opowiadanie to staje się toposem, gdy zostaje użyte w funkcji argumentu.
Jednym z najstarszych przykładów, przewijającym się w kulturze europejskiej, jest opowieść o puszce Pandory Bogowie, mszcząc się na Prometeuszu za ukradziony ogień, ulepili z gliny kobietę, nazwaną „Dawczynią wszystkiego” (Pandora), ponieważ od każdego z bogów otrzymała w puszce wszelkie sposoby unieszczęśliwiania ludzi. Pandorę poślubił brat Prometeusza „Mądry po szkodzie” (Epitemeusz), który za namową żony otworzył puszkę, wypuszczając na świat choroby i plagi. Do dna puszki przywarła jednak nadzieja. Opowieść ta była przez wieki w niezliczonych wypowiedziach lub utworach literackich używana jako topos z exemplum, służący do udowodnienia tez, że „zgotowany ludziom los jest mściwy i okrutny”, „ciekawość kobiety i uległość mężczyzny sprowadzają nieszczęście”, czy też, że „na dnie każdej klęski jest jeszcze nadzieja”.